# Joaquim Gomes
Joaquim Gomes är en kommun i Brasilien.   Den ligger i delstaten Alagoas, i den östra delen av landet, 1 500 km nordost om huvudstaden Brasília. Antalet invånare är 22 581. Arean är 239 kvadratkilometer.
Terrängen i Joaquim Gomes är platt åt sydost, men åt nordväst är den kuperad.
Omgivningarna runt Joaquim Gomes är en mosaik av jordbruksmark och naturlig växtlighet. Runt Joaquim Gomes är det ganska tätbefolkat, med 72 invånare per kvadratkilometer.